# Ultiem rood
Ultiem rood is het tiende deel van de Samoerai-stripreeks Kogaratsu van de Belgische stripauteurs Bosse (Serge Bosmans) en Marc Michetz. Het stripalbum verscheen in 2002 met harde en zachte kaft in de collectie spotlight van uitgeverij Dupuis.

## Verhaal
Kogaratsu wordt ingehuurd om een Namban, een blanke uit Europa te beschermen. De Namban is Remijiu Tafelberg, een Nederlandse schilder, die naar Japan gekomen is om het oorlogsgeweld in beeld te brengen. Hij denkt zich daarmee onsterfelijk te gaan maken. Geheel tegen Kogaratsu's zin vertrekken zij naar een oorlogsgebied. Hun tocht is niet zonder gevaar, ze worden achtervolgd door deserteurs die waardevolle spullen vermoeden in het schilderskistje van Remijiu. 